# Paolo Petrocelli

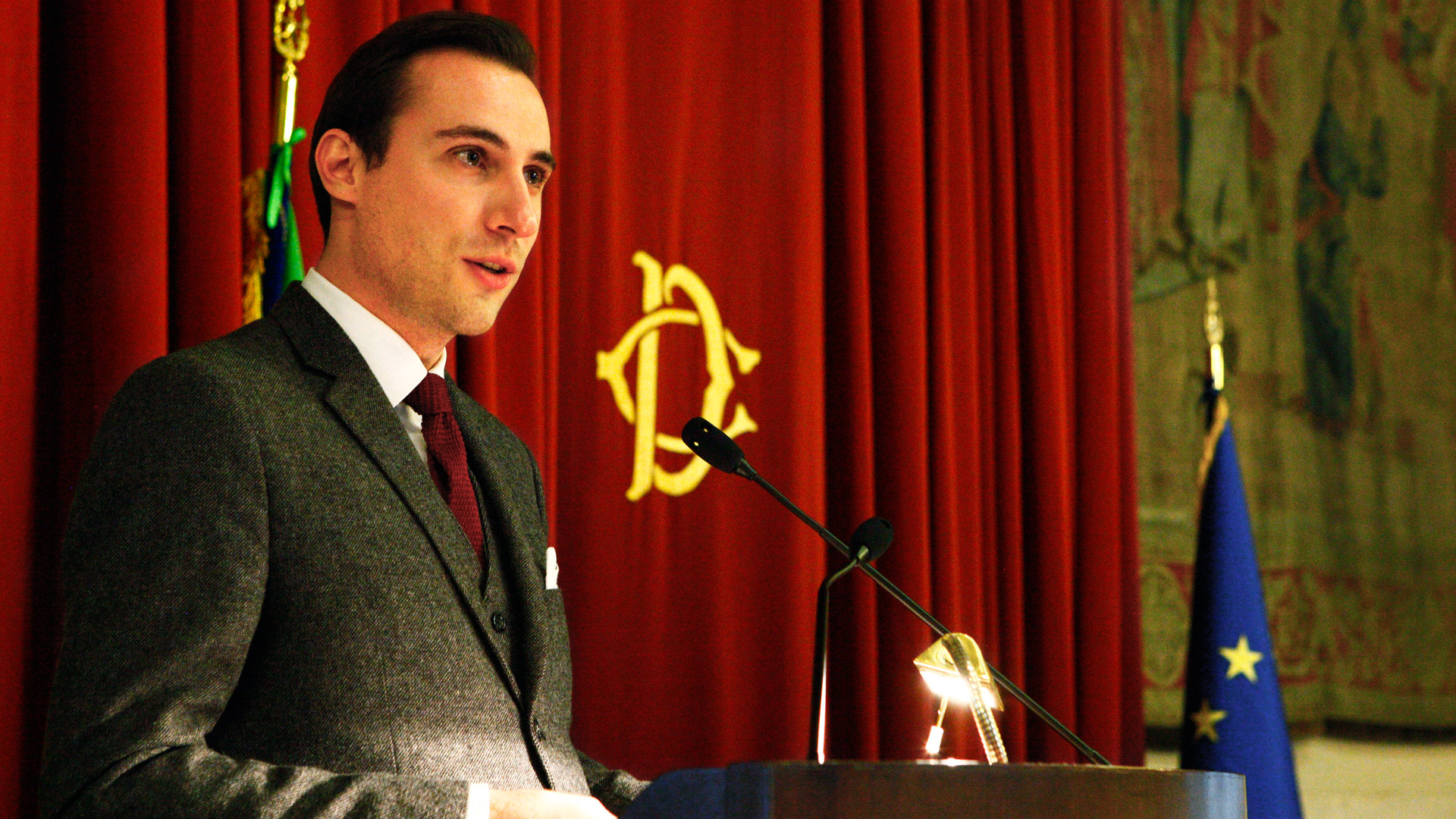
Paolo Petrocelli, 2013

Paolo Petrocelli (* 15. Oktober 1984 in Rom) ist ein italienischer Kulturmanager und Opernintendant. Seit 2023 ist er Intendant der Dubai Opera.

## Leben
Petrocelli studierte unter anderem ab 2011 für ein Jahr an der Yale University, während seines Studiums spezialisierte er sich auf europäische Musik des 20. Jahrhunderts. Als Violinist spielte er mit zahlreichen italienischen Orchestern zusammen. 2008 wurde er in der Kategorie Filmmusik mit dem Independent Music Award ausgezeichnet.
Er ist Gründer und Präsident von EMMA for Peace (Euro-Mediterranean Music Academy), einer Nichtregierungsorganisation zur Förderung der musikalischen Diplomatie zwischen Europa und dem Moyen-Orient. Seit 2019 arbeitete er als Berater mit der britischen Band Coldplay zusammen.
Von 2020 bis 2022 bekleidete Petrocelli das Amt des Generaldirektors der Stauffer-Akademie in Cremona.
Im März 2023 wurde Petrocelli zum Intendanten der Dubai Opera in den Vereinigten Arabischen Emiraten berufen.

## Bibliografie
- The Resonance of a Small Voice: William Walton and the Violin Concerto in England between 1900 and 1940, Newcastle upon Tynem, Cambridge Scholars Publishing, 2010, ISBN 978-1-4438-1721-9.
- Il fascino di una voce fievole: William Walton e il concerto per violino e orchestra in Inghilterra tra il 1900 e il 1940, Roma, Aracne, 2012, ISBN 978-88-548-4782-8.
- The Evolution of Opera Theatre in the Middle East and North Africa, Newcastle upon Tynem, Cambridge Scholars Publishing, 2019, ISBN 978-1-5275-3978-5.
- I teatri d'opera in Medio Oriente e Nord Africa, Roma, Carocci Editore, 2019, ISBN 978-88-430-9856-9.